# کالوین کافی
کالوین کافی (انگلیسی: Calvin Coffey؛ زادهٔ january ۲۷, ۱۹۵۱ (۷۴ سال)) ورزشکار روئینگ اهل ایالات متحده آمریکا است.
وی در مسابقات کشوری و بین‌المللی در مجموع برندهٔ ۱ مدال نقره شده‌است.